# Sir, You Are Being Hunted
Sir, You Are Being Hunted (рус. Сэр, на Вас охотятся) — компьютерная игра с открытым миром в жанре шутер от первого лица, стелс-экшен, разработанная и изданная студией Big Robot. Игра вышла на платформах Microsoft Windows, macOS 1 мая 2014 года. Создатель игры Джим Россиньоль сказал, что разработчики вдохновлялись серией игр S.T.A.L.K.E.R.

## Сюжет игры
Главный герой из-за своего неудачного эксперимента с Устройством (англ. The Device) появляется в другой реальности на Британских островах (расположение островов и их местность каждый раз будет генерироваться случайно) около таинственного мегалита. Цель игрока - собрать и принести к мегалиту разбросанные по миру семнадцать элементов Устройства, которое способно вернуть его назад. Но это не так просто, так как в этой реальности на героя, как и на всех людей, охотятся роботы. Многие из них носят одежду Викторианской эпохи, имеют красные светящиеся глаза, могут издавать звуки и даже говорить. Роботы различаются между собой поведением, внешним видом и вооружением.
В основном они прочесывают местность в поисках главного героя. На протяжении всей игры роботы будут стараться найти и убить протагониста, используя для этого разнообразные средства: оружие, капканы, механических лошадей, которые очень быстро перемещаются и способны сбить игрока с ног, нанеся большой урон, воздушные шары с прожекторами, роботы на которых поднимут тревогу, если игрок попадёт в их поле освещения. Игрок может найти различное оружие и другие предметы, помогающие выжить (карту, тромбон, камни, бутылки и т. д.).
Кроме того, игрок должен следить за уровнем здоровья и жизнеспособности. Здоровье восполняется само по себе (быстрее или медленнее, зависит от действий игрока), а для восполнения жизнеспособности необходимо питаться. Большую часть времени игрок должен прятаться или убегать, если его заметили. Все роботы, кроме Сквайра, изначально относятся к игроку враждебно. Возможно перемещение между островами с помощью лодок.
У каждого врага есть свои преимущества и слабости, которые игроку следует найти, чтобы одолеть их.
Когда игрок найдёт все детали Устройства, принесёт к мегалиту и активирует их, он вернётся назад и игра закончится. Интересной особенностью является то, что у врагов довольно забавная анимация и пародийное озвучивание в стиле английских джентльменов.

## Разработка
В 2013 студия Big Robot и её руководитель Джим Россиньоль на сайте Kickstarter начали акцию по привлечению средств для своей игры, целью было собрать 40 тысяч долларов. В итоге студия собрала 92 тысячи долларов. Альфа-версия игры вышла 19 августа 2013 года. 30 января 2014 года игра появилась в раннем доступе. Полноценный релиз состоялся 1 мая 2014 года. 10 октября 2015 было начато тестирование мультиплеера для игры.

## Отзывы
| Сводный рейтинг       | Сводный рейтинг |
| Агрегатор             | Оценка          |
| --------------------- | --------------- |
| GameRankings          | 61,12 %         |
| Metacritic            | 63/100          |
| Иноязычные издания    |                 |
| Издание               | Оценка          |
| Destructoid           | 7/10            |
| Edge                  | 6/10            |
| Eurogamer             | 7/10            |
| GameSpot              | 4/10            |
| IGN                   | 7,7/10          |
| PC Gamer (UK)         | 63 %            |
| Metro                 | 6/10            |
| Русскоязычные издания |                 |
| Издание               | Оценка          |
| «Игромания»           | 8,0/10          |
| «Канобу»              | 5/10            |

По данным агрегатора рецензий Metacritic, игра получила «смешанные» оценки обозревателей.